# Фридрих Шерфке
Фридрих Егон (Фриц) Шерфке (7. септембар 1909 – 15. септембар 1983) био је фудбалер који је играо на позицији нападача. Као етнички Немац, представљао је пољску репрезентацију. Он је и даље један од најбољих стрелаца свих времена у најјачој пољској лиги са 131 голом.
Шерфкеов родни град у покрајини Позен доживео је пољски устанак крајем 1918. године, а Версајским споразумом званично је постао део Друге пољске републике 1920. године, када је имао 10 година. Већи део каријере провео је у Варти из Познања, која је била један од најбољих тимова у Пољској током 1920-их и 1930-их, освојивши лигу 1929. и завршивши на другом месту 1928. и 1938. године. Шерфке је такође одиграо 12 утакмица за пољску репрезентацију и постигао два гола. Његов деби догодио се 2. октобра 1932. у победи од 2 : 1 против Летоније. Учествовао је на Олимпијским играма 1936. у Берлину,  где је Пољска завршила на четвртом месту, играјући у победи од 3 : 0 над Мађарском и победи од 5 : 4 над Великом Британијом, задобивши повреду у овој другој утакмици која га је искључила из остатка турнира. Дана 5. јуна 1938. постигао је први гол Пољске у историји њиховог учешћа на Светском првенству у фудбалу, реализовавши пенал у 23. минуту утакмице у поразу од Бразила резултатом 5 : 6 на Светском првенству у фудбалу 1938. године.